# 银青傅氏
銀青傅氏是指唐末播遷福建泉州的上柱國银青光禄大夫检校尚书左仆射傅实及其后裔，主要生活在现在的福建、台湾、南洋等地。

## 家學淵源
傅氏一族耕读传家。仅宋代，载于府、县志的进士九十三人，文天祥为书“忠孝廉节”以彰之。元代登进士一人。明代登进士三十六人，嘉靖庚戍科会元傅夏器，御称：“弱冠已破万卷，文章前所未有。”清代登进士十五人。有“泉山名姓无双本，南邑文章第一家”之称。

## 歷代名人
- 宋代：傅楫、傅霖、傅伫、傅知柔、傅淇、傅诚、傅大声
- 明代：傅浚、傅镇、傅夏器、傅国珍
- 清代：傅以渐、傅应时、傅修孟、傅渊季、傅嘉年、傅国英
- 现代：傅连暲、傅衣凌、傅圆圆、傅无闷、Grace Fu Hai Yien（傅海燕）

## 家训
知之非艰，行之惟艰。 《尚书·说命中》

## 字辈
夫卿理世，朝士侯伯，若维孙子，仰承懋绩，于以昭之，尚其有及，修和肇启，景瑞斯兴，裕文建武，奕冀恒升。

## 史迹
- 傅实墓
- 傅居献墓